# Georg Samuel von Gegerfelt
Georg Samuel von Gegerfelt, även kallad Göran eller Jöran Gegerfelt, född 27 augusti 1742 på Hålfredstorp i Tuna socken, Kalmar län, död 24 maj 1810 på Gamla Varvet i Göteborg, var en svensk överste och sjöofficer. Han deltog i Gustav III:s ryska krig men var även kapten på flera seglatser med Svenska Ostindiska Companiet.

## Familj
Gegerfelt var son till Carl Samuel von Gegerfelt och Maria Aminoff och tillhörde den adliga ätten 861. Gegerfelt var bror till översten och sjöofficeren Karl Adolf von Gegerfelt och arméofficeren Johan Fredrik von Gegerfelt.
Tillsammans med hustrun i andra äktenskapet Anna Eleonora Kamp hade han bland annat sonen kommendören Georg Samuel von Gegerfelt född 1779.

## Karriär i flottan
Gegerfelt blev redan som tioårig yngling inskriven som kadett vid Eric Sparres volontärkompani och idkade studier till 1756. Han var 1757 kommenderad ombord på linjeskeppet Greve Södermanland på dess expedition i Nordsjön, och under åren 1758–1759 kommenderad ombord på linjeskeppen Sparre och Upland.
Gegerfelt befordrades till arklimästare vid örlogsflottan 1760, konstapel 1765, löjtnant 1768, kapten 1777, major 1788 och överstelöjtnant 1793. Han blev riddare av svärdsorden 1797 och fick överstes avsked 29 mars 1798.

## Ryska kriget

### Slaget vid Hogland (1788)
År 1788 när Gustav III:s ryska krig bröt ut var Gegerfelt kapten och sekond till överstelöjtnant Kuylenstierna på skeppet Fäderneslandet och deltog i slaget vid Hogland. Fäderneslandet undsatte tillsammans med linjeskeppet Wasa chefsfartyget Konung Gustaf III med Hertig Karl ombord i ett trängt läge när flottan skulle vända undan vind.
Gegerfelt var en av alla de sjöofficerare som befordrades av kungen efter slaget och fick graden major fyra dagar senare. Efter sin befordran blev Gegerfelt snart fartygschef på linjeskeppet Wasa som ersättare för dess förre chef Baltzar Horn som sårats dödligt vid Hogland.

### Farsoten drabbar flottan
Tillsammans med resten av flottan blev man nu liggande fyra månader i Sveaborg och under denna tid drabbades flottan av en dödlig farsot, återfallsfebern, och befäl och manskap led illa. Missnöjet över krigets förande bland officerarna var stort och mat- och vattenransonerna var knappa. Vintern nalkades och först i november kunde man efter en riskabel färd på stormigt vatten korsa Östersjön och återvända till örlogsstationen i Karlskrona för uppläggning av skeppen och vinterkvarter och hemförlovning av de indelta besättningsmännen.
Farsoten fortsatte att härja långt in under 1789 och genom decimerade och försvagade besättningar skulle denna bli en bidragande orsak till flottans svaga insats vid nästa drabbning.

### Slaget vid Ölands södra udde (1789)
Som fartygschef på Wasa deltog Gegerfelt i slaget vid Ölands södra udde. Striden fördes på långa håll och skadorna var små på båda sidor. Den ryska flottan som inväntade en annan rysk eskader utgående från Köpenhamn undvek skickligt någon avgörande strid och den till numerären överlägsna svenska flottan fick återvända till Karlskrona med tusentals besättningsmän som insjuknat under de få dagarna flottan varit till sjöss.
Strax efter återkomsten insjuknade och avled majoren Sjöbohm som var fartygschef på linjeskeppet Drottning Sofia Magdalena som var andra divisionens flaggskepp. Gegerfelt ersatte nu Sjöbohm som fartygschef och först Eneskjöld, sedan överste Psilanderhielm och slutligen överste Fredrik Wilhelm Leijonancker ersatte konteramiralen Per Lilliehorn vilken arresterats och ställts inför rätta för ordervägran efter slaget vid Ölands södra udde.

### Slaget vid Reval (1790)
Vid slaget vid Reval var Gegerfelts skepp flaggskepp för andra divisionen - arriärgardet i den svenska slaglinjen med överste Leijonancker som divisionschef.
I drabbningen var Gegerfelts skepp det artonde i linjen, tillsammans med skeppet före – linjeskeppet Prins Karl – gick dessa båda fartyg närmare den ryska linjen är något annat fartyg gjort före dem. Fartygen krängde i vinden med vatten ändå upp till portarna i undre batteriet och deras eldgivning blev därför ineffektiv – men själva blev de överösta av kulor från de ryska skeppen. Efter 10 minuters strid måste Prins Karl ankra och stryka flagg under hurrarop från den ryska sidan. I detta läge hotades nu även Sofia Magdalena av samma öde. Efter att ha förlorat förstången och skadat rundhulten passerade skeppet i lä av det ankrade Prins Karl. Snart därefter kom signalen från hertig Karl att avbryta striden. Med 25 sårade och 7 döda retirerade Sofia Magdalena tillsammans med resten av den svenska flottan.

### Slaget vid Kronstadt (Styrsudden) (1790)
Svenska flottan mötte  i sjöslaget vid Kronstadt den ryska Kronstadtflottan i en oavgjord strid som varade under två dagar 3-4 juni 1790. När drabbningen började var de båda arriärgardena inte i läge utan det tog flera timmar innan de manövrerat sig in i striden. På grund av att vinden mojnade och krutröken fick striden fortsätta nästa eftermiddag, nu var slagordningen den omvända och Gegerfelts division var nu i täten istället för kön. Gegerfelts skepp drabbades inte av några personella förluster denna gång men skadorna skeppet ådragit sig i detta och föregående slag skulle visa sig bli ödesdigra (se nedan).
Flera av de svenska skeppen var nu i behov av reparationer och manskapet av vila och efter att den ryska Revaleskadern siktats beslöt kungen att flottan skulle löpa in till Björkö och den 6 juni ankrade man vid Vidskären.

### Viborgska gatloppet (1790)
Tillsammans med resten av flottan instängd i Viborgska viken deltog Gegerfelt i svenska flottans utbrytning, det så kallade Viborgska gatloppet.
Sofia Magdalena som skadats allvarligt i det tidigare sjöslaget vid Kronstadt hade inte kunnat repareras fullständigt och skulle nu vara tvunget att seglas försiktigt för att spara masterna.
Under utbrytningen grundstötte Gegerfelts skepp lätt två gånger men avvärjde ett första ryskt anfall. Överste Leijonanker som ombord på Gegerfelts skepp förde befälet över divisionen där Sofia Magdalena ingick signalerade redan klockan 15 att han inte kunde hålla sin plats i formeringen och när flottan passerade Hogland befann sig Sofia Magdalena tillsammans med de andra linjeskeppen Prins Ferdinand och Manligheten cirka 4 sjömil akter om flaggskeppet. Omkring 5 timmar senare upphanns de av täten av den nu förföljande ryska flottan under Crown. Det ryska flaggskeppet Venus och två 100-kanonsskepp anföll och efter två timmars strid med mesanmasten avskjuten överbord och rundhult och segel sönderskjutna tvingades Sofia Magdalena stryka flagg och skeppet erövrades av ryssarna. Både Gegerfelt och Leijonanker blev ryska krigsfångar.
Efter att ha släppts ur fångenskapen efter freden senare samma år och därefter befordrats till överstelöjtnant fortsatte han karriären som kapten i ostindiska kompaniet.

## Karriären i ostindiska kompaniet
Gegerfelt hade i början av sin karriär under perioden 1760-1762 varit anlitad som förste styrman på skeppet Riksens Ständer under dess äventyrliga resa till Suratte och Kanton.
Även under perioden 1763-1766 var han anlitad av svenska Ostindiska kompaniet, denna gång på ostindiefararen Finland.
Han var kapten på Ostindiefararen Gustaf III under resan 17 december 1785–17 juli 1787 till Kanton under sin pseudonym Jöran Gegerfelt. Han förde slutligen, 16 november 1794–8 september 1796, svenska Ostindiska kompaniets skepp Gustaf Adolph till och ifrån Indien och Kanton och ostindiefararen Drottningen 7 maj 1800–7 april 1802 under hemresan från Kanton.